# فهرست جاده‌های شمال به جنوب در تورنتو
فهرست جاده‌های شمال به جنوب در تورنتو (انگلیسی: List of north–south roads in Toronto) در زیر فهرستی از آزادراه‌های شمال به جنوب و راه‌های شریانی در شهر تورنتو، انتاریو، کانادا آمده‌است. شهر تورنتو در یک الگوی شبکه‌ای سازمان‌دهی شده‌است که قدمت آن به طرحی که آگوستوس جونز بین سال‌های ۱۷۹۳ و ۱۷۹۷ تنظیم کرده بود، برمی‌گردد. اکثر خیابان‌ها در جهت شمال-جنوب یا شرق-غرب، بر اساس خط ساحلی دریاچه انتاریو تراز شده‌اند. به عبارت دیگر، جاده‌های اصلی شمال-جنوب عموماً عمود بر خط ساحلی دریاچه انتاریو و جاده‌های اصلی شرقی-غربی به طور کلی موازی با خط ساحلی دریاچه هستند.

## بزرگراه‌ها

### جاده آلن

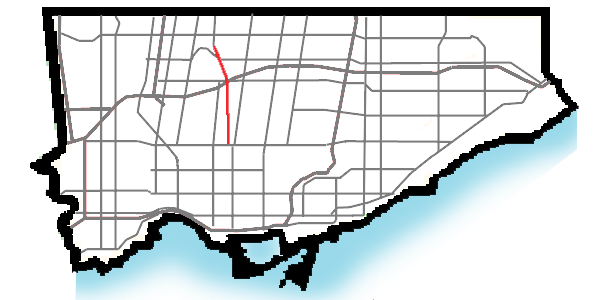
نقشه جاده آلن

یک بزرگراه کوتاه و راه شریانی است. این مسیر به عنوان یک بزرگراه در خیابان اگلینتون غربی شروع می‌شود و به سمت شمال به عنوان بخش شمالی خیابان دافرین ادامه می‌یابد. نقاط دیدنی در امتداد جاده عبارتند از: پروژه مسکن لارنس هایتس، مرکز خرید یورک دیل و پارک داونسویو و فرودگاه دوونسویو (بخشی از خط یک یانگ-یونیورسیتی در میانه آن از خیابان اگلینتون تا شمال خیابان ویلسون واقع شده‌است و به طور خلاصه به موازات آن در مجاورت خیابان شپرد در زیر زمین امتداد دارد.

### دون ولی پارک وی

نقشه دون ولی پارک وی

### بزرگراه ۴۲۷ انتاریو
بزرگراه ۴۲۷ بار اصلی ترافیک از شمال و جنوب فرودگاه بین‌المللی پیرسون تورنتو را بر دوش می‌کشد.

### جاده اونیو

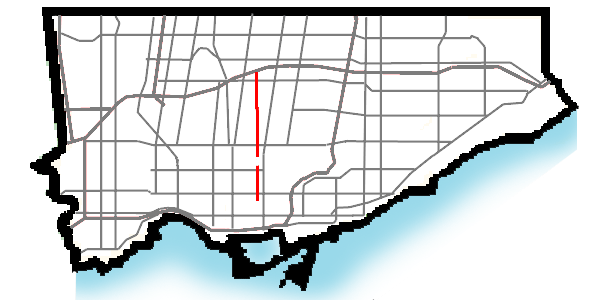

### خیابان بثرست

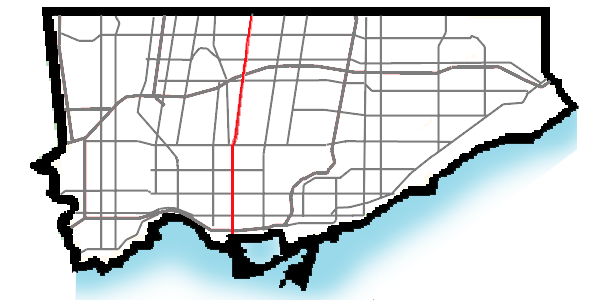

### بی استریت

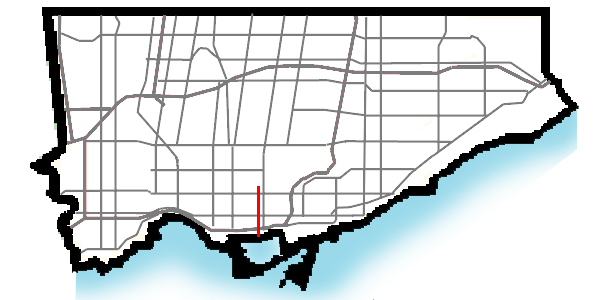

### خیابان بی‌ویو

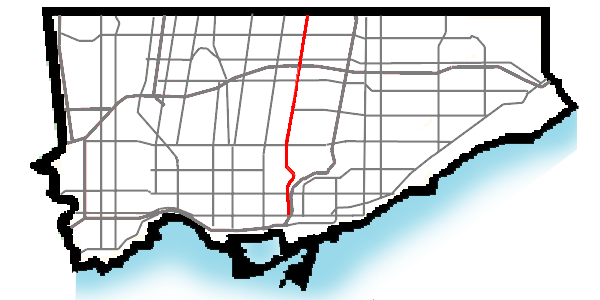

## جاده‌های شریانی

### خیابان بورلی
- یک جاده کوچک و مسیر دوچرخه سواری اصلی است که در منطقه مرکزی تورنتو، انتاریو واقع شده‌است.

### جاده بلک کریک

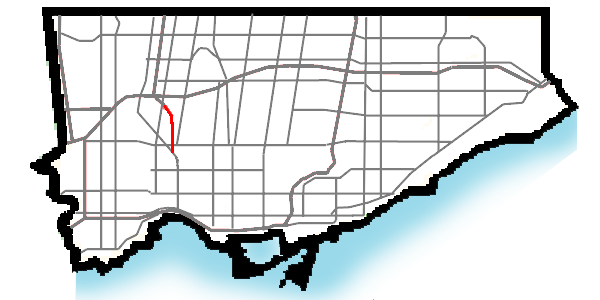
نقشه جاده بلک کریک

### جاده بریملی

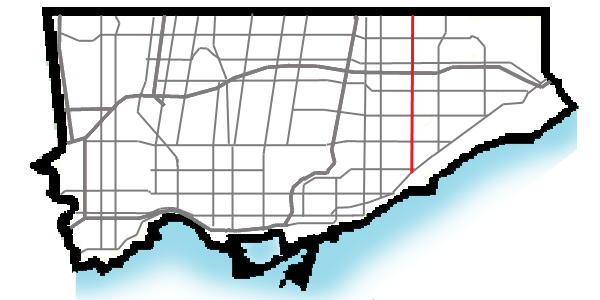
جاده بریملی

### خیابان کیله

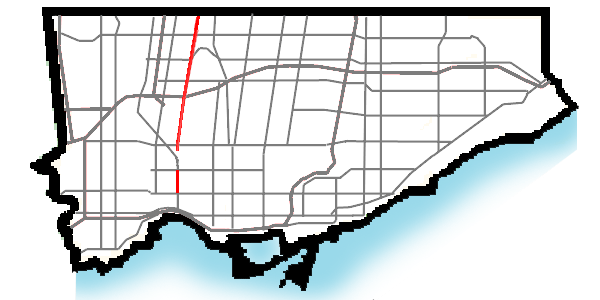
خیابان کیله

### خیابان کیپلینگ

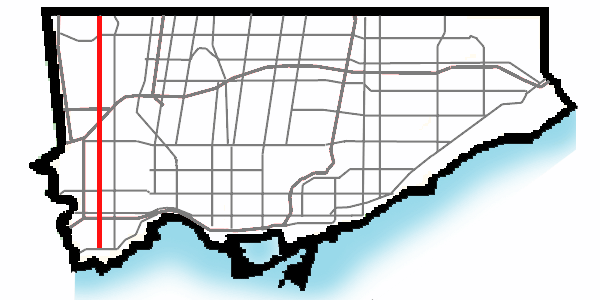
خیابان کیپلینگ

### خیابان لانزداون

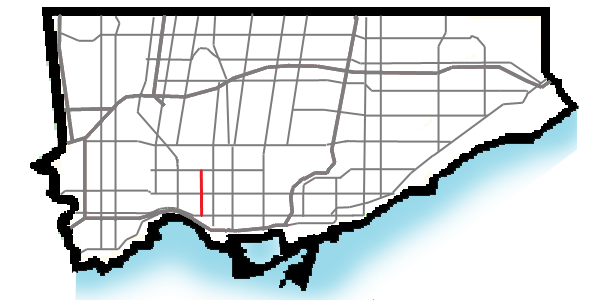
خیابان لانزداون

### خیابان مورنینگ ساید (تورنتو)

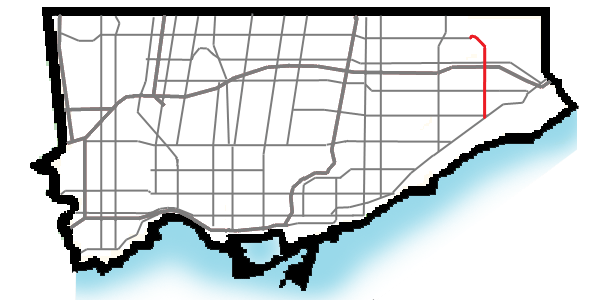
خیابان مورنینگ ساید (تورنتو)

### جاده مانت پلزنت

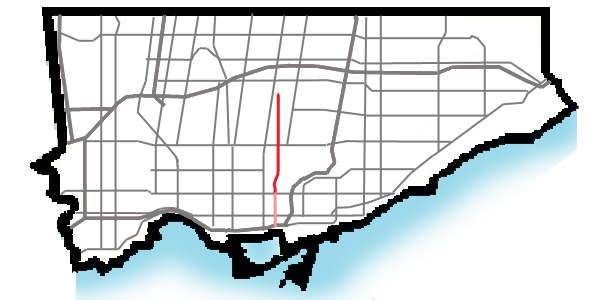
جاده مانت پلزنت

### خیابان اوسینگتون

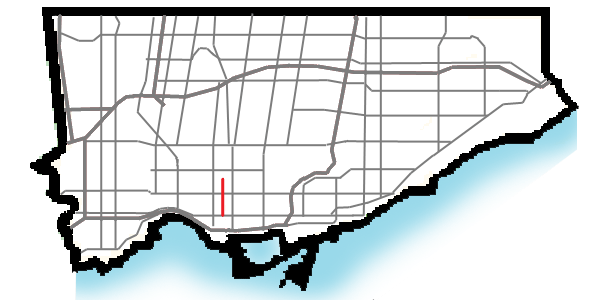
خیابان اوسینگتون

### خیابان پارلمان (تورنتو)

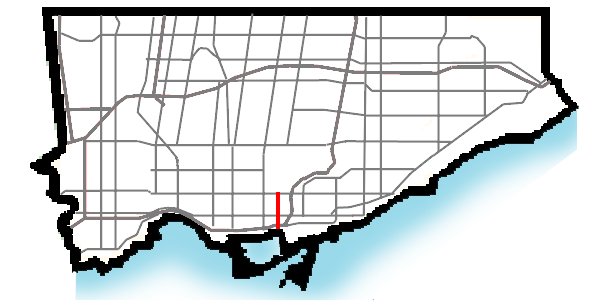
خیابان پارلمان (تورنتو)

### خیابان رونسسوالس

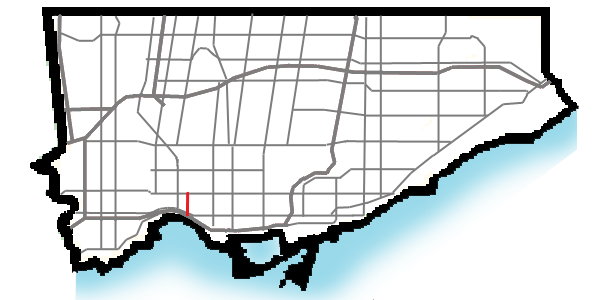
خیابان رونسسوالس

### خیابان شربورن (تورنتو)

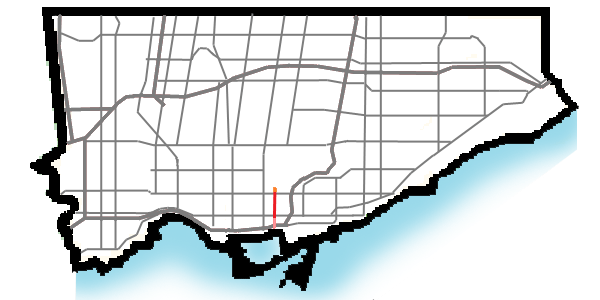
خیابان شربورن (تورنتو)

### خیابان اسپادینا

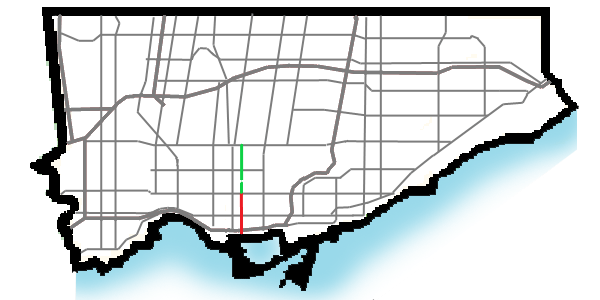

### خیابان یونیورسیتی (تورنتو)

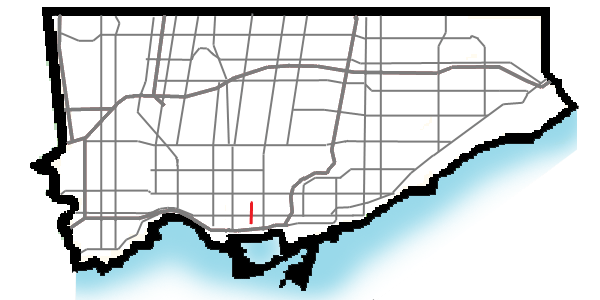
خیابان یونیورسیتی (تورنتو)

### خیابان ویکتوریا پارک

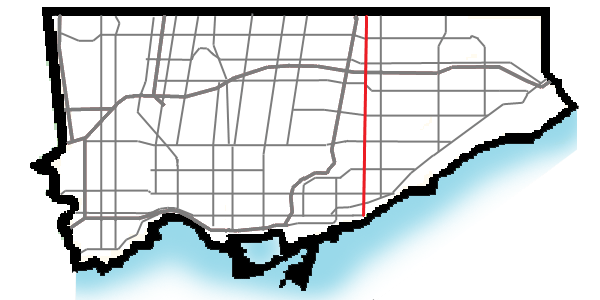
خیابان ویکتوریا پارک

### جاده وستون

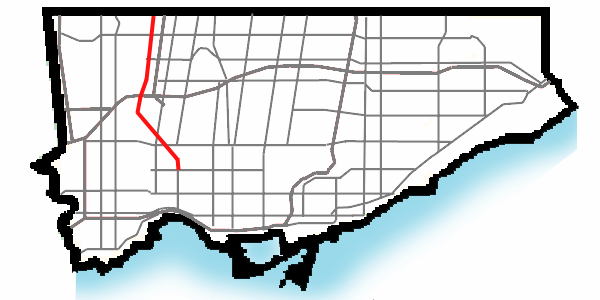
جاده وستون

### خیابان وودبین

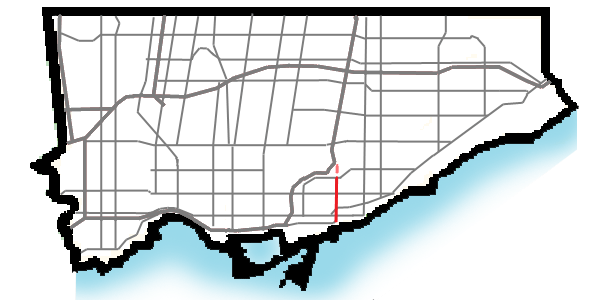
خیابان وودبین

### خیابان یانگ

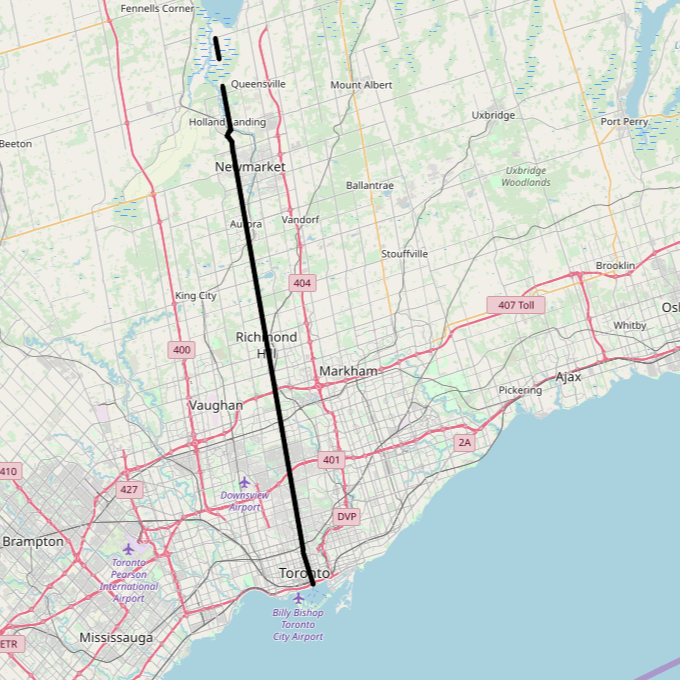
خیابان یانگ

### خیابان دافرین

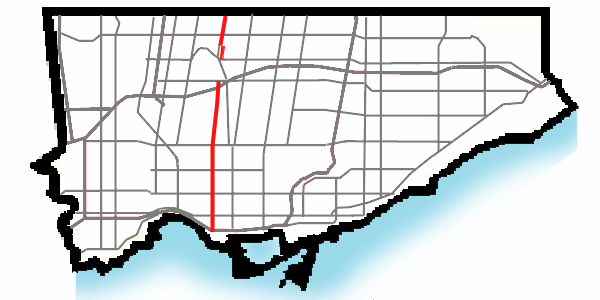
خیابان دافرین

### خیابان جارویس

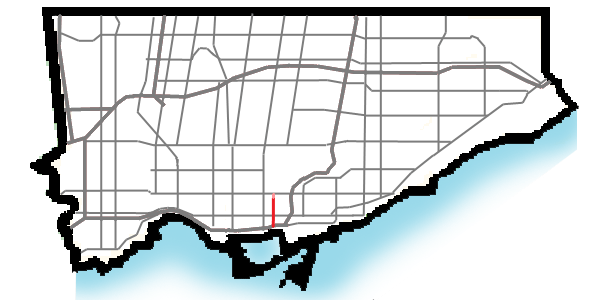
خیابان جارویس

### جاده رویال یورک

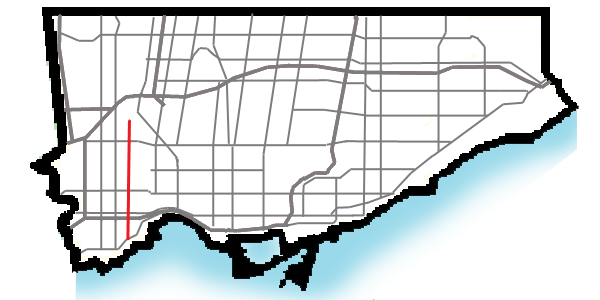
جاده رویال یورک

### جاده کالدونیا
جاده کالدونیا دارای دره بسیار شیب دار بین «جاده راجرز» و خیابان اگلینتون است.

### جاده مدوویل

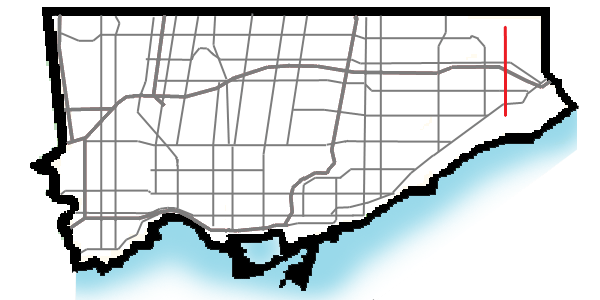

### خط براون
قبل از ساخت بزرگراه ۴۲۷، خط براون بخشی از بزرگراه ۲۷ بود. بخشی از جاده، که به بزرگراه ۴۲۷ از کوئین الیزابت وی تا بزرگراه ۴۰۱ تبدیل شده‌است و به عنوان بزرگراه ۲۷، از بزرگراه ۹ انتاریو گذشته و به سمت شمال تا باری بری، انتاریو ادامه می‌یابد.

### جاده مارتین گروو
جاده شریان‌ای است که از خیابان بلور غربی شروع می‌شود اما تا زمانی که با جاده برنهام تورپ تقاطع پیدا نمی‌کند به یک جاده اصلی تبدیل نمی‌شود. به سمت شمال ادامه می‌یابد تا به بزرگراه ۲۷، شمال شهر ختم شود.

### خیابان ایسلینگتون
از نام دهکده‌ای گرفته شده‌است که در خیابان داندس از آن عبور کرده‌است. روستای ایسلینگتون قبلاً با نام میمیکو شناخته می‌شد و اغلب با روستای دومی به همین نام در اتوبیوکو در دریاچه انتاریو اشتباه گرفته می‌شد که در سال ۱۸۵۷ از اداره پستی نام میمیکو را دریافت کرده بود. در سال ۱۸۵۹ برای ساکنان میمیکو در خیابان داندس جلسه ای برای انتخاب نام جدید در مسافرخانه «توماس اسمیت» (واقع در گوشه جنوب غربی خیابان دانداس و خیابان آیلینگتون امروزی) برگزار کردند، زمانی که شرکت کنندگان نتوانستند به اتفاق آرا در مورد نام جدید، آنها همسر اسمیت، الیزابت، را به جلسه دعوت کردند و از او خواستند نام روستا را تغییر دهد. او ایزلینگتون را که زادگاهش در نزدیکی لندن، انگلستان بود را انتخاب کرد.

### جاده اسکارلت
جاده اسکارلت به نام جان اسکارلت نامگذاری شده‌است که در سال ۱۸۰۸ به کانادای علیا نقل مکان کرد و چندین کیلومتر مربع ملک در شمال غربی خیابان بلور و کیل داشت. «جاده اسکارلت» در امتداد مسیر حمل و نقل تورنتو در شمال ملک او افتتاح شد. جاده در خیابان داندس غربی بلافاصله در جنوب خط راه‌آهن CPR crosstown شروع می‌شود. به پایانه غربی خیابان سنت کلر متصل می‌شود، سپس در امتداد رود هامبر (انتاریو) به سمت شمال خیابان لارنس غربی پیش می‌رود، جایی که به سمت غرب منحنی می‌شود و به جاده دیکسون تبدیل می‌شود.

### خیابان جین (تورنتو)
از خیابان بلور شروع می‌شود و به سمت شمال به وان (شهرک) تا نزدیک رود هلند در شهرک کینگ، انتاریو ادامه می‌یابد.

### خیابان لزلی
خیابان لزلی، که دارای چهار بخش مجزا است، از دریاچه انتاریو در پای اسپیت خیابان لزلی آغاز می‌شود.

### جاده دان میلز
این نام به‌خاطر تعداد زیادی آسیاب که در نزدیکی رود دون (انتاریو) در اوایل قرن نوزدهم تأسیس شدند، گرفته شده‌است. در آن زمان جاده از خیابان وینچستر و خیابان پارلمان شروع می‌شد و از رودخانه دون در پارک ریوردیل می‌گذشت. جاده بر روی زمین‌های جدول در امتداد جایی که اکنون ورودی پارک دون ولی پارک وی به سمت شمال است بالا می‌رفت و قبل از پیوستن به جاده دان میلز امروزی، برودویو شمال و اوکانر را به سمت شرق دنبال می‌کرد. جاده برای مدتی به میلز ختم می‌شد، تا اینکه کشاورزان شمال، در زمینی بین دره‌های رودخانه، جاده جدیدی را باز کردند تا مسیر آسان‌تری را برای حمل محصول خود به بازار سن لورنس مارکت فراهم کنند. جاده جدید قطعات زمین را قطع کرد و به جاده مستقل دان معروف شد. این جاده تا شمال جاده یورک میلز امتداد داشت.

### خیابان واردن
یک جاده شریانی در اسکاربرو است. املای اصلی واردین به بخش فرعی پارک واردین اشاره دارد که در سال ۱۹۱۲ در اسکاربرو ساخته شد. واردن از جنوب جاده کینگستون در باشگاه شکار سابق تورنتو شروع می‌شود و به سمت شمال به خیابان استیلز شرقی می‌رود، جایی که به سمت مارکهام به عنوان جاده منطقه ای یورک ۶۵ ادامه می‌یابد.

### جاده بریچمونت

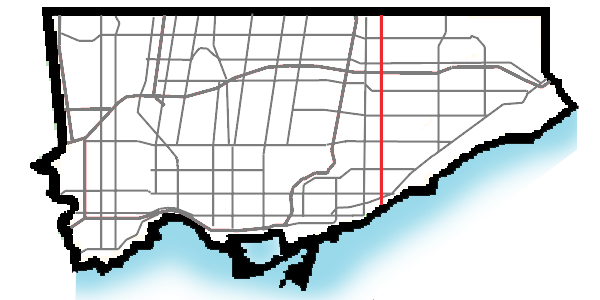
جاده بریچمونت

### جاده کندی
جاده کندی به خاطر خانواده کندی نامگذاری شده‌است، یکی از بسیاری از مهاجران کشاورزی اولیه در قرن ۱۸ و ۱۹ (که نخست‌وزیر توماس لرد کندی به آن تعلق داشت. به گفته رابرت بونیس، این جاده به نام دوست دیوید تامسون (کاشف) به نام جیمز کندی نامگذاری شده‌است.